# مفلوكوين

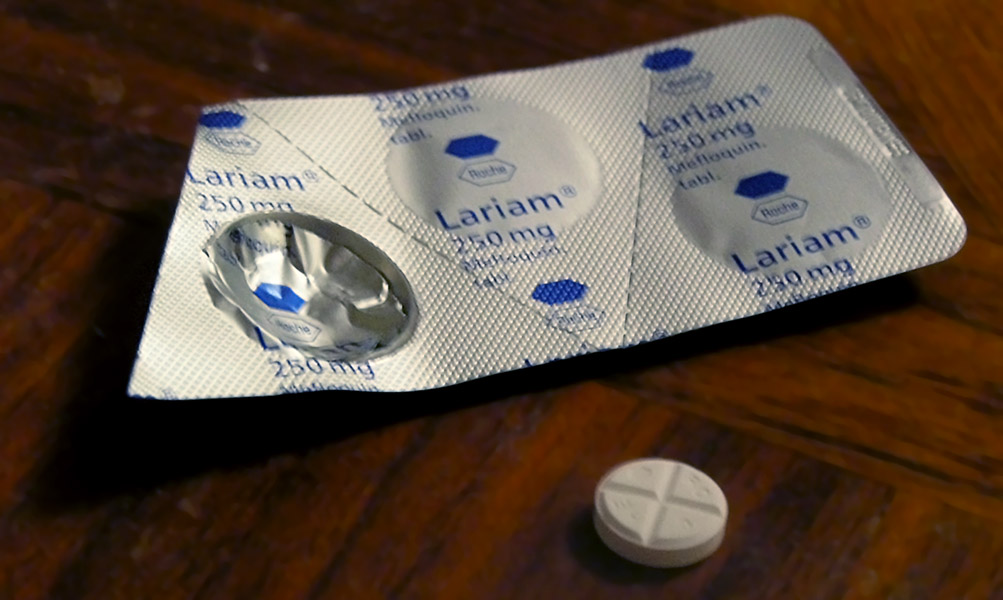
أقراص مفلوكوين (لاريام) عيار 250ملغ

المفلوكوين (بالإنجليزية: Mefloquine)، هو إحدى الادوية المضادة للملاريا، حيث يستخدم للوقاية والعلاج من هذا المرض.

## طرق الاستعمال
يجب تناول هذا الدواء على معدة ممتلئة، $1أي بعد تناول الطعام.يتم أخذ الدواء مرة واحدة في الاسبوع.على شكل أقراص وزنها بين 1250 إلى 1500 ملغم في الجرعة الواحدة.وتكون بداية التأثير بين ساعتين إلى خمس ساعات وربما تمتد إلى عدة أيام حتى تبداء ملاحظة التحسن بالكامل.وفعاليته العلاجية تمتد بين 10 أيام إلى 25 يوما.

## التأثيرات الجانبية
الأكثر شيوعا للاعراض الجانبية هي: الغثيان، الهذيان التوتر وهو نادر جدا. التأثيرات الجانبية التي تستوجب إدخال المريض للمستشفى نادرة. معدل التأثيرات الجانبية يشبه الأدوية الأخرى المستخدمة للوقاية من الملاريا.

## وصلات اضافية
- Manufacturer's information
- Roche Medication Guide for Lariam
- Mefloquine (Lariam) Action, Clearinghouse for information on mefloquine news, research, toxicity نسخة محفوظة 25 يوليو 2013 على موقع واي باك مشين.
- Controversies and Misconceptions in Malaria Chemoprophylaxis for Travelers
- The position of mefloquine as a 21st century malaria chemoprophylaxis (Paper based on data collated for an F. Hoffmann-La Roche regulatory update)
- Crazy Pills - NYTimes Op-Ed
- The Lariam Files - Keith Epstein, Washington Post